# 시오지리시
시오지리시(일본어: 塩尻市)는 일본 나가노현 중부(주신 지방)에 있는 시이다. 현 중앙부의 교통 거점이 되고 있다.

## 지리
마쓰모토 분지의 남단, 나가노현의 거의 중앙에 위치하고 현내 제일의 교통 요충지를 형성한다. 지형은 선상지형으로 길이는 동서 약 18km, 남북 약 38km, 면적은 290.18km2이다. 시오지리 고개와 우토 고개, 그리고 도리 고개는 태평양과 동해의 분수령이다.

## 역사
시나노국은 바다를 접하고 있지 않았기 때문에 소금을 생산하지 못하고 동해 연안에서 만들어진 소금을 가져와서 쓰고 있었다. 각지를 돌아 행상하고 나면 정확히 이 부근에서 품절이 되었기 때문에 '소금의 끝'이라는 뜻의 시오지리(塩尻)라는 이름이 붙여졌다고 한다. 또 동해 연안과 태평양 연안에서 각각 소금이 옮겨 오면 이 근처에서 양자가 합류하여 마찬가지로 시오지리라는 이름이 붙게 되었다는 설도 있다.
에도 시대에는 시오지리슈쿠와 세바주쿠 등이 나카센도와 홋코쿠니시 가도의 역참 마을로 번창하였다. 메이지 시대 이후에는 시오지리역을 중심으로 주오 동선·주오 서선·시노노이선이 집약하는 분기점이 되었고 국도 19호선·국도 20호선, 국도 153호선 등 주요 간선이 만나는 교통의 요지가 되고 있다.
- 1889년 4월 1일 - 시정촌제 시행으로 시오지리촌이 성립하였다.
- 1927년 4월 1일 - 시오지리촌이 정으로 승격하였다.
- 1959년 4월 1일 - 시오지리정, 가타오카촌, 히로오카촌, 소가촌, 지쿠마치촌이 합병해 시로 승격하였다.
- 1961년 6월 28일 - 세바촌을 편입하였다.
- 1968년 5월 1일 - 군명 변경으로 니시치쿠마군 나라카와촌이 기소군 나라카와촌이 되었다.
- 2005년 4월 1일 - 기소군 나라카와촌을 편입하였다.

## 교통

### 도로
- 나가노 자동차도
- 국도 19호선
- 국도 20호선
- 국도 153호선
- 국도 361호선

### 철도
- 동일본 여객철도
  - 시노노이선
    - 시오지리역 - 히로오카역

  - 주오 본선
    - 미도리코역 - 시오지리역
- 도카이 여객철도
  - 주오 본선
    - 시오지리역 - 세바역 - 히데시오역 - 니에카와역 - 기소히라사와역 - 나라이역

### 공항
- 마쓰모토 공항

## 인구
| 연도 | 인구   | ±%     |
| ---- | ------ | ------ |
| 1940 | 37,585 | —      |
| 1950 | 47,357 | +26.0% |
| 1960 | 43,783 | −7.5%  |
| 1970 | 47,113 | +7.6%  |
| 1980 | 57,417 | +21.9% |
| 1990 | 61,420 | +7.0%  |
| 2000 | 67,747 | +10.3% |
| 2010 | 67,638 | −0.2%  |

## 자매 도시
- 일본 니가타현 이토이가와시
- 일본 시즈오카현 미나미이즈정
- 미국 인디애나주 미셔와카